# Centre-ville de Mulhouse
Le Centre-ville de Mulhouse, appelé couramment Centre historique ou Vieux-Mulhouse est le quartier historique de la ville de Mulhouse. Il est situé entre le Rebberg au sud, le quartier Nordfeld à l'est, La Fonderie à l'ouest et le Péricentre au nord.

## Géographie

### Localisation
Il est l'hyper-centre de la ville de Mulhouse, la mairie de Mulhouse a une altitude de 255 mètres.

### Lieux et monuments
La palette culturelle est large avec les musées : de l'Impression sur Étoffes, historique (dans l'hôtel de ville), des beaux-arts, sans oublier les théâtres, galeries, etc. Le secteur tertiaire occupe l'essentiel des emplois de ce quartier à dominante résidentielle, dans les commerces, banques, professions libérales, services publics, etc.

### Transports
Le quartier est desservi par les transports en commun de l’agglomération mulhousienne, avec bus, tramways, tram-train, tram-bus, et Domibus.

## Histoire
Le centre historique (Vieux Mulhouse) compte 7 279 habitants, la vieille ville historique est le cœur de ce quartier débordé au sud vers la gare de Mulhouse, au nord vers la place et la rue Franklin, à l'est autour du quartier de la Porte Jeune et enfin à l'ouest par le quartier de la Fonderie. Très vivant et animé, on y trouve de nombreux commerces, restaurants et cafés, particulièrement dans le secteur piétonnier comme dans la rue du Sauvage. Au cœur du quartier se trouve aussi un des joyaux de la ville : la place de la Réunion, avec son hôtel de ville (XVIe siècle) et le temple Saint-Étienne.